# Elefante EP
Elefante è il sesto EP del gruppo alternative rock Verdena uscito nel 2004. Prende titolo dalla sesta traccia estratta dall'album Il Suicidio dei Samurai.

## Tracce
1. Elefante [edito] - 3:05
2. Perfect Day - 2:50
3. Mu - 2:38
4. Corteccia (nell'up-nea) - 6:20
5. Passi da gigante - 5:59

## Formazione
Elefante
- Alberto Ferrari: voce, chitarre
- Roberta Sammarelli: basso
- Fidel Fogaroli: tastiera
- Luca Ferrari: batteria

Perfect Day
- Alberto Ferrari: voce, chitarre
- Roberta Sammarelli: basso
- Fidel Fogaroli: rhodes, mellotron
- Luca Ferrari: batteria

Mu
- Alberto Ferrari: voce, chitarre
- Roberta Sammarelli: basso
- Fidel Fogaroli: rhodes, mellotron
- Luca Ferrari: batteria, chitarra

Corteccia (nell'up-nea)
- Alberto Ferrari: voce, chitarre
- Roberta Sammarelli: basso
- Fidel Fogaroli: pianoforte,rhodes, mellotron
- Luca Ferrari: batteria

Passi da Gigante
- Alberto Ferrari: voce, chitarre
- Roberta Sammarelli: basso, voce
- Fidel Fogaroli: tastiera, rhodes
- Luca Ferrari: batteria, drum machine, synth
- Andrea "Chaki" Gaspari: synth opus 3
- Nagaila Calori: tromba

## Curiosità
- Il videoclip di "Elefante" è un collage di esibizioni dal vivo, registrate durante il tour del 2004, in particolare al Velvet Club di Rimini.
- "Perfect Day" è una canzone scritta e realizzata per un video sperimentale, durante la session de Il Suicidio dei Samurai. Il video è stato diretto dal gruppo GIGAN (Deya Alverman, Alessandro Martello e Gianandrea Tintori) nel teatro sociale di Bergamo Alta, nel febbraio del 2003.
- Passi da gigante è anche la traduzione dell'album Giant Steps di John Coltrane.
- Il singolo Elefante entra nel 2005 in Germania nella DAT20, la Deutsche Alternative Top 20.[2]
- Artwork di Filippo Vezzali (http://www.filippovezzali.com)